# 清水富田
清水富田（しみずとみた）は、青森県弘前市の地名。郵便番号は036-8262。複数の飛地から構成される。

## 地理
- 清水富田は小字で扱われ、寺田・寺沢・桔梗流・清水流があり、清水富田寺田・清水富田寺沢・清水富田桔梗流・清水富田清水流となる。飛地で、寺田・寺沢は常盤坂寄り、桔梗流・清水流は稔町・清富町寄り。
- 清水富田寺田・清水富田寺沢は青森県道28号岩崎西目屋弘前線沿いにあり、北は常盤坂、西は茂森新町・樹木、南は自由ケ丘・小沢、東は悪戸に接する。

### 小字
- 現存:清水流、寺田、桔梗流、寺沢
- 消滅:1967年7月10日桔梗野、童子森
- 1967年10月1日稔野、清水野
- 1986年以降:上原、富山、蟹沢、中野

- また清水富田桔梗流・清水富田清水流は土淵川沿いにあり、北は清富町、東は稔町・東南は城南、南は小沢、西は旭ケ丘に接する。

## 歴史

### 沿革
- 1955年（昭和30年）～現在 - 清水村富田の一部から分離、富田清水になる。
- 1967年（昭和42年） - 一部が樹木二・三丁目、若葉一・二丁目、旭ケ丘一・二丁目、桜ケ丘一～三丁目になる。
- 1973年（昭和48年） - 一部が常盤坂一～四丁目、茂森新町一～四丁目になる。
- 1978年（昭和53年） - 一部が清富町、城南五丁目になる。
- 1981年（昭和56年） - 一部が大開四丁目、金属町、青樹町になる。

## 世帯数と人口
2017年（平成29年）6月1日現在の世帯数と人口は以下の通りである。
| 大字                 | 世帯数 | 人口 |
| -------------------- | ------ | ---- |
| 清水富田（小字全域） | 26世帯 | 65人 |

## 交通
- 弘南バス

りんご公園（ためのぶ号 - 津軽藩ねぷた村・りんご公園線）停留所。

## 施設
- 弘前市りんご公園
- りんごの家
- 山本建設

## 小・中学校の学区
市立小・中学校に通う場合、学区は以下の通りとなる。
| 町丁     | 小字名 | 小学校               | 中学校             |
| -------- | ------ | -------------------- | ------------------ |
| 清水富田 | 寺田   | 弘前市立小沢小学校   | 弘前市立第四中学校 |
| 清水富田 | 寺沢   | 弘前市立朝陽小学校   | 弘前市立第四中学校 |
| 清水富田 | 桔梗流 | 弘前市立桔梗野小学校 | 弘前市立第四中学校 |
| 清水富田 | 清水流 | 弘前市立文京小学校   | 弘前市立第三中学校 |